# Hotel Prindsen
Hotel Prindsen var et hotel i Roskilde. Hotellet begyndte sin historie i Algade som kgl. privilegeret gæstgivergård efter et dekret om offentlige herberger og værtshuse i Danmark udstedt den 5. marts 1695 af kong Christian 5.. Det fremgår af forordningen, at der skulle oprettes åbne værtshuse i de købstæder, hvor posten red igennem. I 1731 blev Roskilde hærget af en frygtelig bybrand, der også ramte Prindsen. Gæstgivergården blev dog genopført.
Den nuværende bygning er opført i 1880 i historicistisk stil ved arkitekt Ove Petersen. Den blev fredet i 1988.
H.C. Andersen og Holger Drachmann er blandt historiens kendte gæster på Hotel Prindsen.
Hotellet er medlem af Horesta.
Hotellet gik konkurs i 2015.
I marts 2016 meddelte ejeren Zleep Hotels, at det ikke er muligt at viderebringe Hotel Prindsen under dets oprindelige navn Prindsen.